# Могила неизвестного солдата (Лондон)
«Неизвестный воин» (англ. The Unknown Warrior) — первый в мире мемориал неизвестному солдату. 
Могила содержит прах неопознанного британского солдата, убитого на европейском театре войны во время Первой мировой войны. Он был захоронен 11 ноября 1920 года в Лондоне в Вестминстерском аббатстве, одновременно с погребением французского неизвестного солдата под Триумфальной аркой в Париже. Эти две могилы первыми увековечили честь павших в Первой мировой войне.

## История
Идея могилы Неизвестного солдата принадлежит преподобному Дэвиду Рэйлтону, который, будучи армейским капелланом на западном театре военных действий, увидел могилу, увенчанную грубым крестом, на котором карандашом было написано «Неизвестный британский солдат». Он написал в 1920 году письмо настоятелю Вестминстерского собора, предложив похоронить с должными церемониями неопознанного британского солдата с поля боя во Франции в Вестминстерском аббатстве «среди королей», чтобы он представлял многие сотни тысяч погибших солдат империи. Эту идею активно поддержали настоятель аббатства и премьер-министр Дэвид Ллойд Джордж.

### Выбор, перевозка и церемония

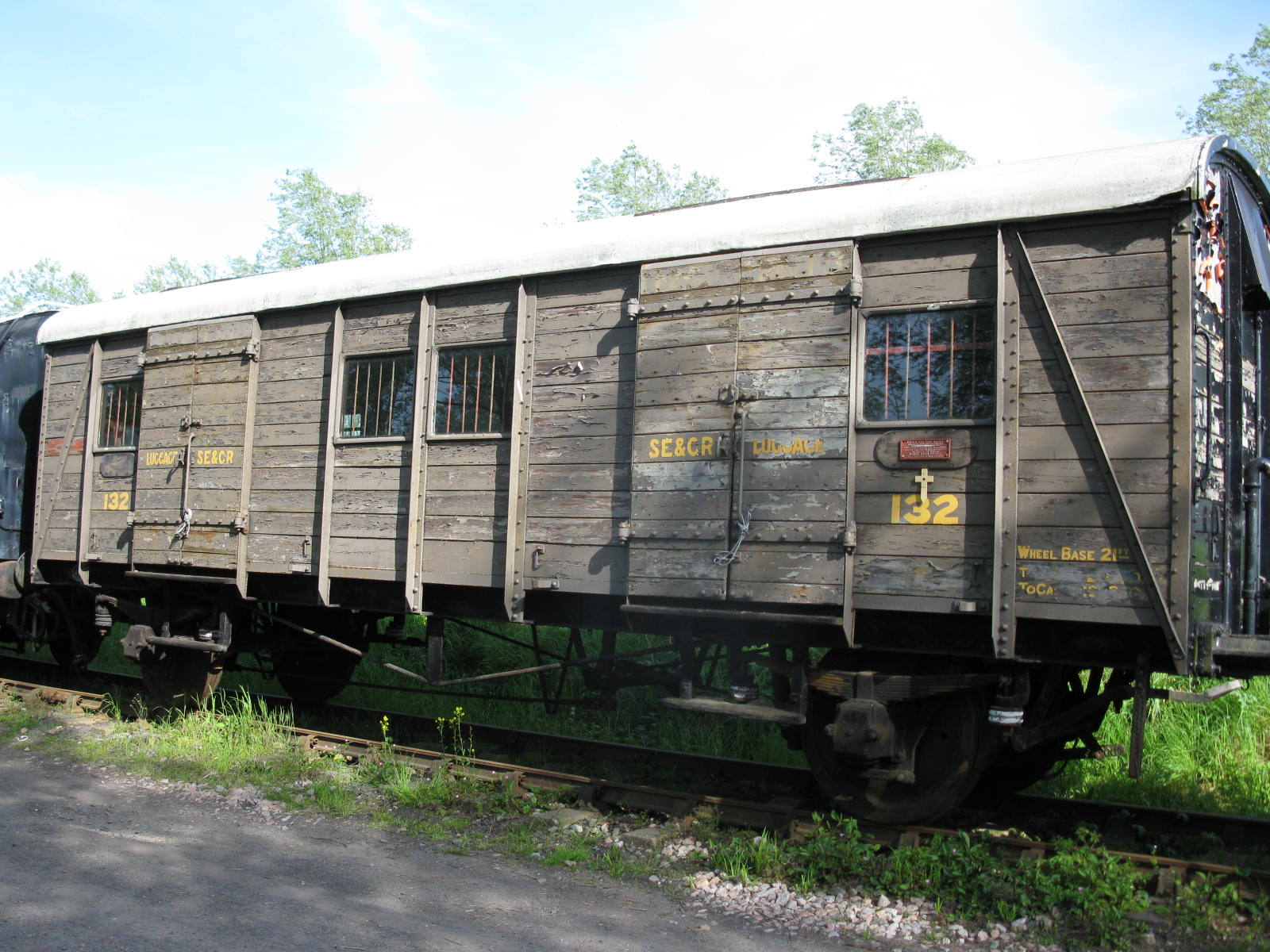
Вагон, в котором перевозилось тело Неизвестного солдата.

Приготовления были поручены маркизу Керзону Кедлстонскому. Подходящие останки были эксгумированы с различных полей боя и доставлены в часовню Сен-Поль-сюр-Терноз около города Аррас во Франции в ночь 7 ноября 1920 года. Тела были получены преподобным Джорджем Кендаллом из Ордена Британской империи. Бригадир Л. Д. Уайтт и подполковник в отставке Гелл из Управления по регистрации захоронений и расследований зашли в часовню одни. Останки находились на носилках и были накрыты флагами Содружества, при этом офицеры не знали, с какого поля боя было доставлено каждое тело. Бригадир Уайтт с закрытыми глазами положил руку на одно из тел. Два офицера поместили выбранное тело в простой гроб и запечатали его. Остальные тела затем забрал для перезахоронения преподобный Кендалл. Тела тщательно отбирались, так что, скорее всего, Неизвестный воин был солдатом, служившим в британской довоенной регулярной армии, а не моряком, лётчиком или имперским служащим.
Гроб оставался в часовне всю ночь и во второй половине дня 8 ноября он в сопровождении преподобного Кендалла был передан под охраной из Сен-Поль в древнюю цитадель средневекового замка в Булони. По этому случаю библиотека замка была переделана в часовню, и рота из французского восьмого пехотного полка, недавно награждённого орденом Почетного легиона, всю ночь стояла в карауле у гроба.

На следующее утро два гробовщика вошли в библиотеку замка и поместили гроб в контейнер, сделанный из дубов, выросших во дворце Хэмптон-Корт. Контейнер был скреплён железной полосой, сверху был прикреплён средневековый меч крестоносца, выбранный лично королём из королевской коллекции, а поверх меча установлен железный щит с надписью «Британский воин, который пал в Великой войне 1914—1918 за короля и страну». 

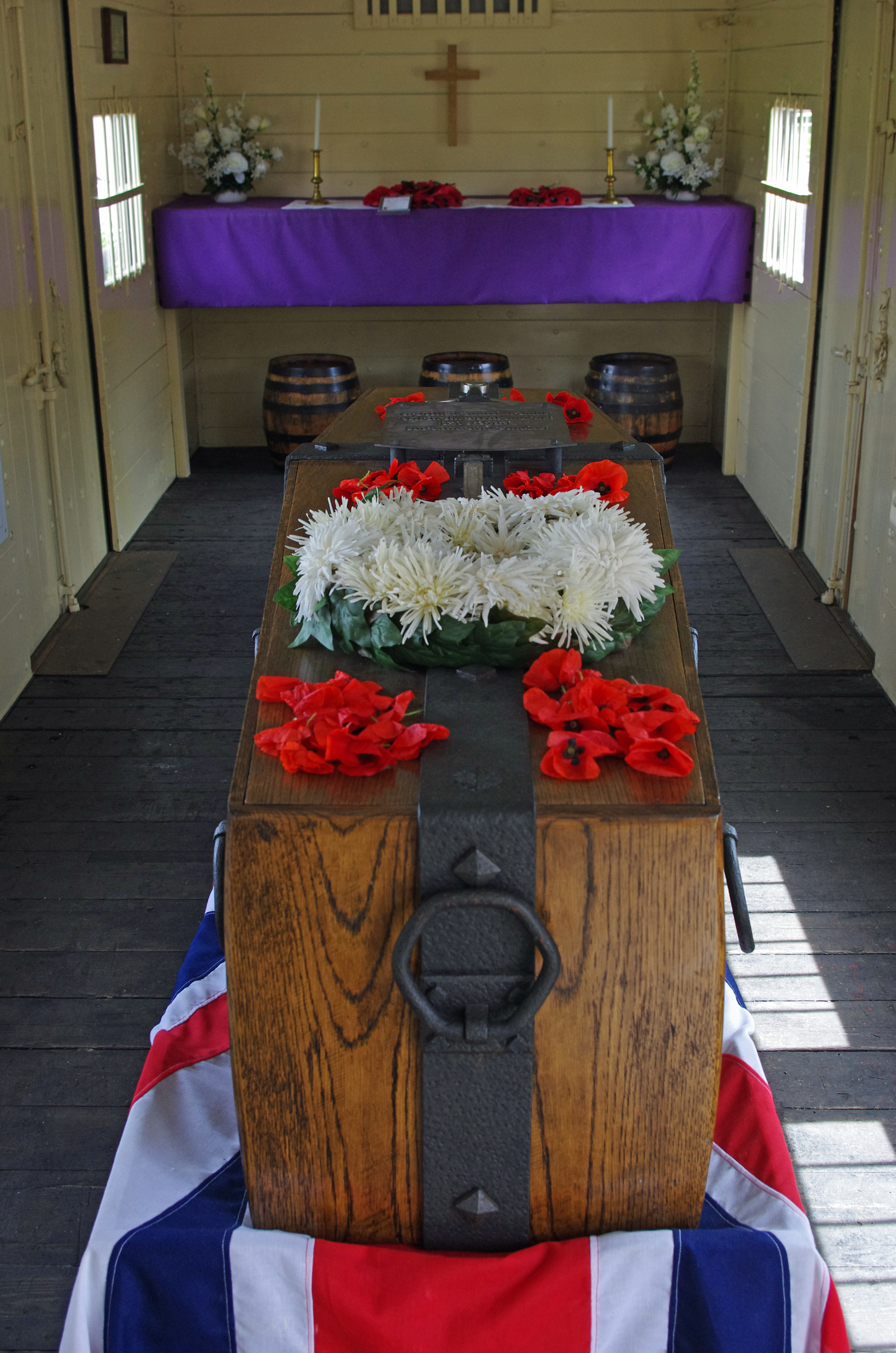
Копия гроба Неизвестного солдата внутри вагона Кавелла, замок Бодиам.

Контейнер был помещён во французский военный фургон, запряжённый шестеркой чёрных лошадей. Утром в 10:30 зазвонили церковные колокола Булони, многочисленные трубы французской кавалерии и горны французской пехоты сыграли Aux Champs (фр. «Последний пост»). Затем процессия в милю длиной во главе с тысячей местных школьников и в сопровождении подразделения французских войск спустилась вниз к гавани.
На набережной маршал Фердинанд Фош отсалютовал гробу перед тем как его занесли по трапу на британский эсминец Верден. В полдень Верден поднял якорь и соединился с эскортом из шести боевых кораблей. Когда флотилия, перевозящая гроб, подплыла к Дувру, из замка в их честь произвели 19-пушечный фельдмаршальский салют. Его выгрузили 10 ноября в западных доках приморской железнодорожной станции в Дувре. Тело Неизвестного солдата перевезли в Лондон в вагоне общего назначения № 132. Этот вагон был сохранён железной дорогой Кента и Восточного Суссекса. Поезд прибыл на платформу 8 станции Виктория в 20:32 тем же вечером и оставался там всю ночь. Памятная табличка на станции Виктория установлена на этом месте и каждый год 10 ноября между платформами 8 и 9 проводится небольшая поминальная служба.
Утром 11 ноября 1920 года гроб поместили на лафет орудия из Королевской конной артиллерии и шестерка лошадей повезла его сквозь огромную молчаливую толпу людей. Когда кортеж отправился, в Гайд-парке произвели ещё один фельдмаршальский салют. Путь кортежа лежал через угол Гайд Парка, по улице Мэлл к Уайтхоллу, где находится Кенотаф — символическая пустая могила, которую торжественно открыл король Георг V. За кортежем до Венстминстерского аббатства следовал король, королевская семья и министры. Гроб был внесён в западный неф аббатства через строй почётного караула из ста награждённых Крестом Виктории.
Почётными гостями стала группа из примерно ста женщин, каждая из которых потеряла мужа и всех сыновей на войне. Каждая перенёсшая эти лишения женщина, претендовавшая на место, получила его.
Затем гроб был предан земле в дальнем западном конце нефа всего в нескольких футах от входа в почве, принесенной со всех полей главных сражений Первой мировой войны, и накрыт шелковым покровом. Военнослужащие из вооруженных сил стояли на карауле, пока десятки тысяч скорбящих молча проходили мимо. Церемония стала формой коллективного траура невиданных ранее масштабов.
Затем могилу накрыли чёрной бельгийской мраморной плитой (это единственное надгробие в аббатстве, по которому запрещено ходить), на которой была выгравирована полученной от переплавки боеприпасов латунью надпись, сочинённая аббатом Вестминстера Гербертом Эдвардом Райл.

ПОД ЭТИМ КАМНЕМ ПОКОИТСЯ ТЕЛО 

БРИТАНСКОГО ВОИНА 

НЕИЗВЕСТНОГО ПО ИМЕНИ И ЗВАНИЮ 

ПРИВЕЗЕННОГО ИЗ ФРАНЦИИ ЧТОБЫ ЛЕЖАТЬ СРЕДИ 

САМЫХ ПРОСЛАВЛЕННЫХ ЛЮДЕЙ ЭТОЙ ЗЕМЛИ 

И ЗАХОРОНЕННОГО ЗДЕСЬ В ДЕНЬ ПЕРЕМИРИЯ 

11 НОЯБРЯ 1920 ГОДА, В ПРИСУТСТВИИ 

ЕГО ВЕЛИЧЕСТВА КОРОЛЯ ГЕОРГА V 

ЕГО МИНИСТРОВ 

КОМАНДУЮЩИХ ЕГО ВООРУЖЕННЫМИ СИЛАМИ 

И БОЛЬШОГО СТЕЧЕНИЯ НАРОДА
ТАК УВЕКОВЕЧЕНЫ МНОГИЕ 

ИЗ ТЕХ, КОТОРЫЕ ВО ВРЕМЯ ВЕЛИКОЙ 

ВОЙНЫ 1914—1918 ОТДАЛ САМОЕ ЦЕННОЕ 

ЧТО ЧЕЛОВЕК МОЖЕТ ОТДАТЬ — СВОЮ ЖИЗНЬ 

ЗА БОГА 

ЗА КОРОЛЯ И СТРАНУ 

ЗА ЛЮБИМЫЕ ДОМ И ИМПЕРИЮ 

ЗА СВЯТОЕ ДЕЛО СПРАВЕДЛИВОСТИ И 

СВОБОДЫ ВО ВСЕМ МИРЕ
ОНИ ПОХОРОНИЛИ ЕГО С КОРОЛЯМИ, ПОТОМУ ЧТО ОН 

СОВЕРШИЛ ДОБРОЕ ДЕЛО ДЛЯ БОГА И ДЛЯ 

СВОЕГО ДОМА 

Вокруг основного текста расположены ещё четыре надписи:
 ГОСПОДЬ ЗНАЕТ, ЧТО ОНИ ЕГО ЧАДА (верх) 

НЕИЗВЕСТНЫЙ И ХОРОШО ЗНАКОМЫЙ, УМЕРШИЙ И ВИДЯЩИЙ КАК МЫ ЖИВЕМ (слева) 

НЕТ БОЛЬШЕ ТОЙ ЛЮБВИ, ЧЕМ У ЭТОГО ЧЕЛОВЕКА (справа) 

ВО ХРИСТЕ ВСЕ ОЖИВУТ (низ)

### Дальнейшая история
Год спустя 17 октября 1921 года неизвестный солдат был из рук генерала Джона Першинга награждён высшей наградой за доблесть США — Медалью Почёта, и теперь она висит на столбе рядом с могилой. В ответ 11 ноября 1921 года американский Неизвестный солдат был награждён Крестом Виктории.
Когда Елизавета Боуз-Лайон выходила замуж за будущего короля Георга VI 26 апреля 1923 года, она возложила букет на могилу по пути в аббатство в дань памяти по своему брату Фергюсу, погибшему в битве при Лоосе в 1915-м. С этого времени королевские невесты, выходящие замуж в аббатстве, возлагали свои букеты на могилу на следующий день после свадьбы, после того, как сделаны все официальные фотографии. 30 апреля 2011 года, на следующий день после бракосочетания Уильяма и Кэтрин, герцога и герцогини Кембриджских, букет невесты был возложен на эту могилу.
Перед своей смертью в 2002 году, Королева-мать Елизавета (та самая, которая впервые возложила свой свадебный букет на могилу) выразила желание, чтобы венок с её похорон был возложен на могилу неизвестного солдата. И её дочь королева Елизавета II выполнила её желание на следующий день после похорон.

## Связанные мемориалы
Существует три возведенных с 1920 года мемориала, связанных с Неизвестным солдатом:
- В часовне Сен-Поль, где был выбран Неизвестный солдат.
- В круизном терминале Дуврской гавани, где тело Неизвестного солдата было доставлено на берег.
- На железнодорожной станции Виктория в Лондоне, где покоился прах Неизвестного Солдата до его погребения 11 ноября.